# Сен-Поль-д’Изо
Сен-Поль-д'Изо (фр. Saint-Paul-d'Izeaux) — коммуна во Франции, находится в регионе Рона — Альпы. Департамент коммуны — Изер. Входит в состав кантона Бьевр. Округ коммуны — Гренобль.
Код INSEE коммуны — 38437. Население коммуны на 2012 год составляло 303 человека. Населённый пункт находится на высоте от 458  до 764  метров над уровнем моря. Муниципалитет расположен на расстоянии около 460 км юго-восточнее Парижа, 70 км юго-восточнее Лиона, 28 км северо-западнее Гренобля. Мэр коммуны — Maurice André-Poyaud, мандат действует на протяжении 2014—2020 гг.
Динамика населения (INSEE):